# Ludzie Pustyni

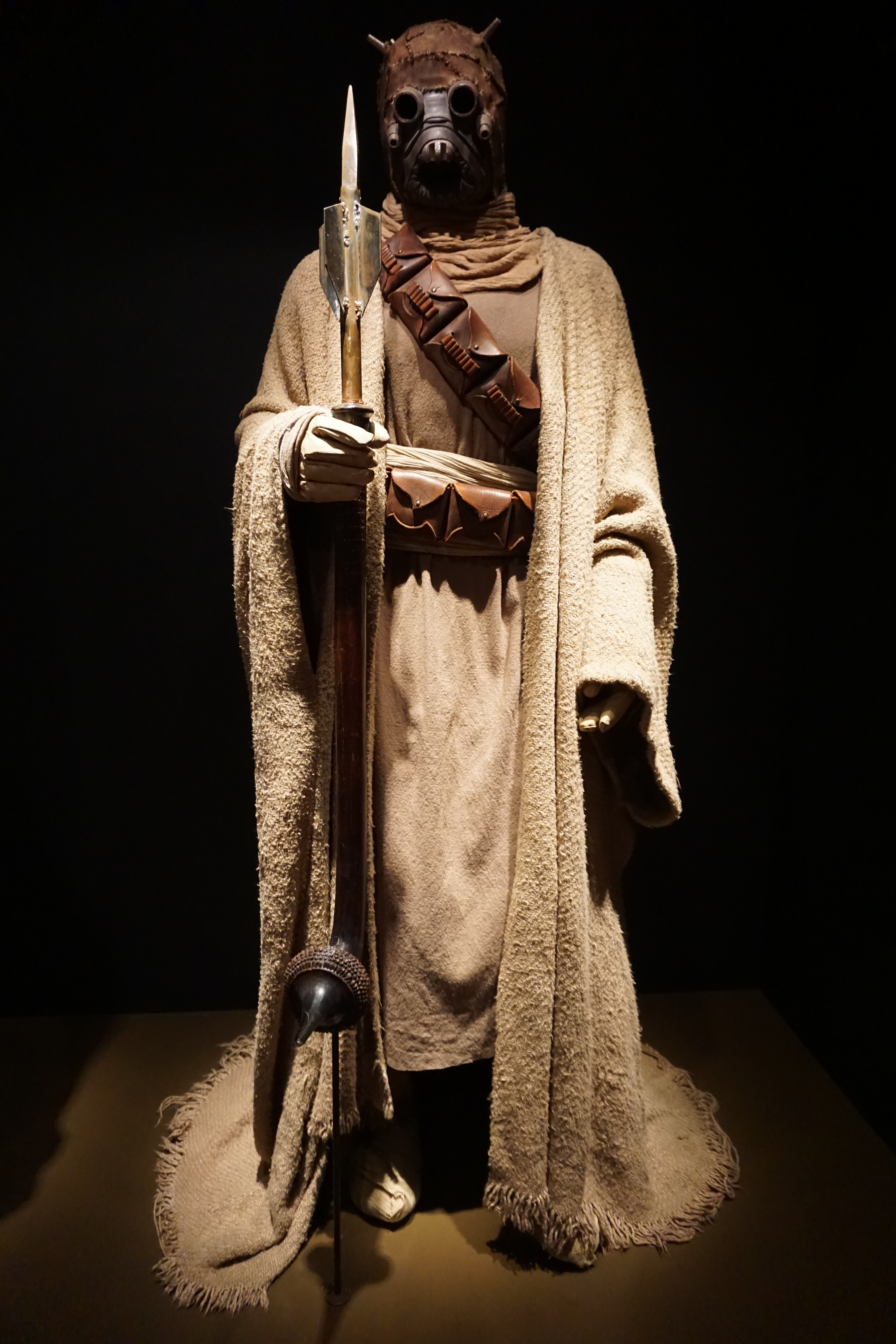
Kostium Jeźdźcy Tusken

Ludzie Pustyni (także Jeźdźcy Tusken, Tuskeni) – fikcyjna rasa humanoidalna z uniwersum Gwiezdnych wojen. Pierwotni mieszkańcy planety Tatooine, zorganizowani w koczownicze plemiona i korzystający z prymitywnej techniki.
Tuskeni chodzą w obszernych szatach, z przerażającą maską na twarzy. Szaty przez nich noszone są dla nich ważnym elementem kultury, a ich zdarcie z martwych towarzyszy uważają za czyste świętokradztwo. Podobnym szacunkiem darzą swoje wierzchowce – banthy. Jeździec, który utraci swojego wierzchowca, musi udać się na wygnanie, a w rezultacie – na śmierć.
Ludzie Pustyni są bardzo gwałtowni, uważają przedstawicieli wszelkich obcych ras za najeźdźców i najczęściej atakują ich przy pierwszej nadarzającej się okazji.
Ludzie Pustyni pojawili się w trzech filmach: Mroczne Widmo, Atak Klonów i Nowa Nadzieja, a także m.in. w dwóch serialach: The Mandalorian oraz Księga Boby Fetta.

## Prehistoria
Na wiele tysiącleci przed powstaniem Republiki przodkowie Tuskenów tworzyli zaawansowaną i rozwiniętą technologicznie cywilizację. W wyniku działalności Rakatan zostali jednak najpierw zniewoleni, a następnie cała ich planeta została spustoszona, a wszelki dorobek cywilizacyjny – utracony. Od tego czasu Ludzie Pustyni żyli jako nomadowie, a większość zaawansowanej techniki była dla nich tabu: wykorzystywali jedynie zrabowane innym mieszkańcom planety uzbrojenie oraz inne podstawowe, niezbędne do egzystowania na pustyni przedmioty, jak na przykład skraplacze wilgoci.

## Okres Starej Republiki
- W czasach wojny domowej Jedi Lord Sithów Darth Revan podróżujący w poszukiwaniu Gwiezdnych Map zmuszony był przeniknąć do wioski jednego z plemion pustynnych, by uzyskać dane pozwalające mu na odnalezienie poszukiwanego legowiska smoka Krayt. Stoczył on również podczas tej wyprawy walkę z innym plemieniem Tuskenów. Wydarzenia te pochodzą z gry komputerowej Star Wars: Knights of the Old Republic.
- Na krótko przed wybuchem wojen klonów Ludzie Piasku podczas najazdu na osadę farmerów wilgoci porwali, a następnie torturowali Shmi Skywalker – matkę Jedi Anakina Skywalkera. Anakin wdarł się do ich wioski, nie udało mu się jednak ocalić życia matki. W zemście za to wymordował wszystkich Tuskenów zamieszkujących wioskę, także kobiety i dzieci, co było jednym z jego pierwszych znaczących kroków na drodze ku Ciemnej Stronie. Wydarzenia te zobaczyć można w filmie Gwiezdne wojny: część II – Atak klonów.

## Okres Imperium Galaktycznego
- Także syn Anakina Luke Skywalker spotkał kilku Ludzi Pustyni, którzy pobili go do nieprzytomności. Luke’owi pomógł Obi-Wan Kenobi. Te wydarzenia miały miejsce w filmie Gwiezdne wojny: część IV – Nowa nadzieja.